# Kampókéz (film, 1992)
A Kampókéz (eredeti cím: Candyman) 1992-ben bemutatott amerikai gótikus természetfeletti horrorfilm, amelyet Bernard Rose írt és rendezett, Virginia Madsen, Tony Todd, Xander Berkeley, Kasi Lemmons és Vanessa E. Williams főszereplésével. A Clive Barker „A tiltott” című novellája alapján készült film egy chicagói végzős hallgatóról szól, aki városi legendákról és folklórról írja szakdolgozatát. Ez elvezeti őt „Kampókéz” legendájához, egy művész és egy rabszolga fiának szelleméhez, akit a 19. század végén egy gazdag fehér ember lányával való kapcsolata miatt gyilkoltak meg.
A film egy véletlen találkozás után jött létre Rose és Barker között, aki előtte nem sokkal fejezte be Az éjszaka szülöttei (1990) című saját filmadaptációját. Rose érdeklődést mutatott Barker „A tiltott” című története iránt és Barker eladta neki a megfilmesítési jogokat. Míg Barker története napjaink Liverpooljában játszódott és a brit osztályrendszer körül forgott, Rose úgy döntött, a történetet a chicagói Cabrini-Green állami lakótelepre helyezi át és inkább az Egyesült Államok belvárosainak társadalmi és faji problémáira összpontosít.
A Kampókéz 1992. október 16-án került a mozikba a TriStar Pictures és a PolyGram Filmed Entertainment forgalmazásában. Általánosságban pozitív véleményeket kapott a kritikusoktól, és több mint 25 millió dolláros bevételt ért el az Egyesült Államokban, ahol egyes kritikai körökben a horrorfilmek kortárs klasszikusának tekintették. 
További két folytatás is készült Kampókéz 2. (1995) és Kampókéz 3. - Holtak napja (1999) címmel. Az azonos című film közvetlen folytatása 2021. augusztus 27-én jelent meg.

## Szereplők
| Szerep                       | Színész          | Magyar hang         |
| ---------------------------- | ---------------- | ------------------- |
| Helen Lyle                   | Virginia Madsen  | Vándor Éva          |
| Kampókéz / Daniel Robitaille | Tony Todd        | Koncz Gábor         |
| Trevor Lyle                  | Xander Berkeley  | Jakab Csaba         |
| Bernadette `Bernie` Walsh    | Kasi Lemmons     | Hegyi Barbara       |
| Anne-Marie McCoy             | Vanessa Williams | Csere Ágnes         |
| Jake                         | DeJuan Guy       | Ifj. Morassi László |
| Stacey Carolyn               | Lowery Carolyn   | Kiss Erika          |
| Henrietta Mosely             | Barbara Alston   | Szabó Éva           |
| Kitty Culver                 | Sarina C. Grant  | Andai Györgyi       |
| Philip Purcell professzor    | Michael Culkin   | Balázs Péter        |

## Bemutató
A Kampókéz világpremierje az 1992-es Torontói Nemzetközi Filmfesztiválon volt, a Midnight Madness program részeként. 1992. október 16-án mutatták be az Egyesült Államokban, ahol 25,7 millió dollárt hozott.

## Fordítás
- Ez a szócikk részben vagy egészben  a   Candyman (1992 film) című angol Wikipédia-szócikk fordításán alapul.  Az eredeti cikk szerkesztőit annak laptörténete sorolja fel. Ez a jelzés csupán a megfogalmazás eredetét és a szerzői jogokat jelzi, nem szolgál a cikkben szereplő információk forrásmegjelöléseként.